# Jesús Hernández Blázquez
Jesús Alberto Hernández Blázquez (Àvila, 28 de setembre de 1981) és un ciclista espanyol, ja retirat, professional entre el 2004 i el 2017. Bona part de la seva carrera la va córrer al costat d'Alberto Contador, exercint de gregari en les etapes de muntanya. En el seu palmarès no compta amb cap victòria. Un cop retirat, el 2018, passà a exercir tasques de director esportiu a l'equip Polartec-Kometa.

## Palmarès

### Resultats al Tour de França
- 2010. 140è de la classificació general
- 2011. 92è de la classificació general
- 2013. 43è de la classificació general
- 2014. Abandona (6a etapa)[1]

### Resultats al Giro d'Itàlia
- 2011. 28è de la classificació general
- 2016. 59è de la classificació general
- 2017. 49è de la classificació general

### Resultats a la Volta a Espanya
- 2006. Abandona (16a etapa)
- 2007. Abandona (14a etapa)
- 2009. 19è de la classificació general
- 2012. 43è de la classificació general
- 2014. 21è de la classificació general
- 2016. 43è de la classificació general
- 2017. 64è de la classificació general